# Lista festivalurilor/sărbătorilor și evenimentelor neopăgâne
Evenimente organizate sau la care participă în mare parte membrii ai căilor spirituale ale Neopăgânismului : deseori planificate în jurul Roții Anului sau coincizând cu fazele adiacente ale Lunii . 

## Festivaluri
- Între Conferința lumilor, la câțiva ani din 1996 - site-ul oficial
- CAW-Con, organizat de Biserica tuturor lumilor
- Consiliul Artelor Magice
- Faerieworlds
- O Sărbătoare a Luminilor [1] - site-ul oficial
- Incendii crescând - site-ul oficial Arhivat în 24 ianuarie 2020, la Wayback Machine.
- Forestdance - site-ul oficial
- Adunarea gratuită a spiritelor
- Adunarea tuturor căilor
- Strângerea de tobă și dans Hawkfest
- Festivalul păgân Heartland, care se desfășoară din 1986
- Hekate’s Sickle Festival, în desfășurare din 1989
- Horn and Honey - site oficial
- Colectarea Caleidoscopului, în curs din 1989 - site-ul oficial Arhivat în 4 august 2018, la Wayback Machine.
- Mėnuo Juodaragis, [2] curs din 1995
- PaganiCon  - site-ul oficial
- Ziua mândriei păgâne, care se ține anual în multe locații
- Adunarea spiritelor păgâne, în curs de desfășurare din 1980
- Festivalul PanGaia  - site-ul oficial
- Festivalul Pan Pagan, desfășurat din 1976
- Phoenix Phyre,  curs din 1992 - site-ul oficial
- Rites of Spring, în curs de desfășurare din 1979 - site-ul oficial Arhivat în 29 ianuarie 2020, la Wayback Machine.
- Conferința spațiului sacru - site-ul oficial
- Festivalul misterelor de primăvară, în desfășurare din 1986
- Picnicul Pagan Sfântul Ludovic, în desfășurare din 1992 - site-ul oficial
- Sirius Rising, în curs din 1994 - site-ul oficial
- SpiritFire  - site-ul oficial
- Starwood Festival, în desfășurare din 1981
- Wellspring Gathering

### Trecut
- Beltania, adunarea finală în 2019
- Gnosticon, adunarea finală în 1976
- PantheaCon, din 1994 până în 2020 [3]

## Locații și grupuri gazdă
- Brushwood Folklore Center din Sherman, New York
- Tabără Midian Arhivat în 25 iunie 2019, la Wayback Machine. în Springville, Indiana
- Organizarea Spiritului Pământului în Williamsburg, Massachusetts
- Patru sferturi interfaith Sanctuary din Artemas, Pennsylvania
- Raven's Knoll lângă Eganville, Ontario
- Roxanna lângă Auburn, Alabama
- Turtle Hill Evenimente în Darlington, Maryland

## Vezi si
- Festivaluri păgâne în Statele Unite
- Listele festivalurilor - enumerați articole pe Wikipedia
- Lista templelor păgâne moderne